# (2713) Luxembourg
(2713) Luxembourg – planetoida z pasa głównego asteroid okrążająca Słońce w ciągu 4 lat i 303 dni w średniej odległości 2,86 j.a. Została odkryta 19 lutego 1938 w Observatoire Royal de Belgique w Uccle przez Eugène’a Delporte. Nazwa planetoidy pochodzi od Luksemburga, kraju w Europie. Przed nadaniem nazwy planetoida nosiła oznaczenie tymczasowe (2713) 1938 EA.